# كاترين بينيت
كاترين بينيت (بالإنجليزية: Catherine Bennett)‏ هي لاعب كرة قاعدة أمريكية، ولدت في 4 سبتمبر 1920 في ريجاينا في كندا.